# Station High Wycombe
High Wycombe is een spoorwegstation van National Rail in Wycombe in Engeland. Het station is eigendom van Network Rail en wordt beheerd door Chiltern Railways. 